# Château de Verrey
Le château de Verrey est un château du XVIIIe siècle situé à Verrey-sous-Salmaise (Côte-dOr) en Bourgogne-Franche-Comté.

## Localisation
Le château est situé à la sortie sud de Verrey-sous-Salmaise sur un petit promontoire délimité par les RD 26 et 10.

## Historique
L’existence d’une place-forte semble attestée à Verrey dès 1027. Ce château passe ensuite en diverses mains par le truchement de mariage En 1372 à Jean de Ruffey, mari de Marguerite de Verrey, en 1450, à Rolin de Bournonville, mari de Marguerite de Quarrière. En 1683, Anne d'Anchemont, épouse d'André Bizouard, possède le château Verrey et ses communs avec pont-levis et dormant, entouré de fossés et fermé par des murailles. En 1769, Guillaume de Thésut le fait reconstruire avec une chapelle castrale et y installe une riche bibliothèque et une collection archéologique.
Confisqué à la Révolution, le château est repassé depuis aux mains de divers propriétaires[réf. souhaitée].
Le château est classé aux monuments historiques par arrêté du 13 mars 1944.

## Architecture
Encadré de ses communs, le château se cache derrière les frondaisons de son parc. Sa longue façade surmontée d'un fronton sculpté d’allégories de la Justice masque les jardins à la française qui s’étendent à l'arrière.
Le village possède un second château du XVIIe siècle aujourd’hui transformé en ferme dont il est séparé par une ancienne magnanerie.